# Givi Gumbaridze
Givi Grigorievich Gumbaridze (en georgiano: გივი გრიგოლის ძე გუმბარიძე, en ruso; Ги́ви Григо́рьевич Гумбари́дзе;  22 de marzo de 1945, Tiflis) es un político georgiano y soviético, primer secretario del Comité Central del Partido Comunista de la República Socialista Soviética de Georgia en 1989 a 1990 y miembro del Politburó del Comité Central del PCUS en 1990-1991.

## Biografía
Nacido en 1945 en Tiflis, en una familia de militares. Se graduó de la Universidad Estatal de Tiflis en 1966 con una licenciatura en filología rusa. De 1966 a 1967 sirvió en el ejército soviético. Desde 1968 trabajó como investigador principal en los Archivos Estatales Centrales de la Administración de Archivos del Consejo de Ministros de la República Socialista Soviética de Georgia. Desde 1969 fue Asistente del Vicepresidente del Presídium del Sóviet Supremo de la República Socialista Soviética de Georgia. En 1972 se incorporó al PCUS, cinco años después se pasó al trabajo partidista.
Desde 1977 hasta 1983 trabajó en el aparato del Comité Central del Partido Comunista de la RSS de Georgia (instructor, jefe del sector, subjefe del departamento de órganos administrativos del Comité Central).
Desde 1983 fue Primer Secretario del Comité Distrital de Zestaponi del Partido Comunista de la RSS Georgia. Entre 1985 y 1988 fue jefe del departamento de órganos administrativos, el departamento de organización y trabajo del partido del Comité Central del Partido Comunista de la RSS de Georgia.
En 1988 fue Primer Secretario del Comité de la Ciudad de Tiflis del Partido Comunista de la RSS de Georgia (del 20 de mayo al 1 de diciembre).
De diciembre de 1988 a abril de 1989 fue presidente del Comité de Seguridad del Estado de la República Socialista Soviética de Georgia.
Del 14 de abril de 1989 a diciembre de 1990 fue Primer Secretario del Comité Central del Partido Comunista de la República Socialista Soviética de Georgia. De acuerdo con la decisión del XXVIII Congreso del PCUS sobre la pertenencia al Politburó del Comité Central del PCUS de los primeros secretarios de los partidos comunistas de las repúblicas, fue miembro del Politburó desde el 14 de julio de 1990 hasta el 31 de enero de 1991.
Del 17 de noviembre de 1989 al 14 de noviembre de 1990 se desempeñó como presidente del Presídium del Sóviet Supremo de la República Socialista Soviética de Georgia. De 1989 a 1991 fue miembro del Sóviet Supremo de la Unión Soviética hasta agosto de 1991.
Desde de la disolución de la Unión Soviética, vive en Moscú.